# PMOS
pMOS — технология производства полупроводниковых элементов. На её основе строились элементы памяти, такие, как Intel 1702, К505РР1. Это серия ЛИПЗ МОП с электрической записью и ультрафиолетовым стиранием. ЛИПЗ — лавинный пробой p-n-перехода обратным напряжением (до 50 В). Основной носитель — электроны, так как по технологии того времени инжектировать электроны в изолированный слой было проще. Одна ячейка памяти строилась на двух транзисторах. По теоретическим данным ячейка могла хранить информацию до 10 лет.